# Садеги, Хабиболла
Хабиболла Садеги (7 мая 1957 — 27 июля 2022) — современный иранский художник, график и карикатурист. С 2001 года член Академии искусств Исламской Республики Иран. C 2004 года директор Тегеранского музея современного искусства. Занимал эту должность в течение четырёх лет.

## Биография
Родился в 1957 году в Тегеране в семье с традиционным укладом жизни. С детских лет на работе у отца познакомился с газетой «Эттелаат», в редакции которой спустя годы он и один из его братьев стали работать журналистами в редколлегии. Впервые начал рисовать в восьмилетнем возрасте, с тех пор определив для себя область своего огромного интереса. Одновременно с живописью также возрастала его любовь к литературе. В 1973 году он был принят в Тегеранский колледж изящных искусств для юношей, диплом об окончании которого получил в 1976 году. В том же году после сдачи экзаменов он был зачислен на факультет изящных искусств Тегеранского университета. Магистратуру окончил в университете Тарбият Модаррес, а после перерыва в несколько лет там же окончил и аспирантуру по специальности «исследование искусства».
После победы Исламской революции он с несколькими друзьями начал участвовать в социальном и религиозном движении в Иране, и в течение 9 месяцев непрерывной работы они создали для фильма «Ночь предопределения» в постановке Мохаммада Али Наджафи и Сейида Мохаммада Бехешти более 400 картин в качестве живописного изображения всего периода борьбы народа Ирана — от Конституционного движения до победы революции.
11 февраля вместе с несколькими однокурсниками по факультету изящных искусств он организовал в библиотеке Хосейние Эршад большую выставку воспоминаний иранцев о борьбе с деспотией. После победы революции эта выставка проходила в разных городах в течение 10 месяцев.
В студенческую пору, в 1984 году, будучи ассистентом таких преподавателей, как покойные Джавад Хамиди и Ганнибал Алхас, на третьем курсе он начал преподавать на факультете изящных искусств. В результате своих усилий в этой сфере он воспитал плеяду талантливых художников, чьи имена прославляют изобразительное искусство Ирана.
Ряд репродукций Садеги был издан в книге «Десять лет с художниками Исламской революции».
Две из его работ превратились в произведения стенной живописи: одна, чья тема связана с поэзией Хафиза, находится в гробнице поэта, другая, под названием «Разлука» — в парке Араджико в Токио (Япония).
Садеги почти 44 года занимается рисованием и живописью и 32 года — изучением и исследованием искусства, а также воспитанием, обучением и поддержкой студентов.